# عبد الهادي أحمد الفرطوسي
عبد الهادي أحمد الفرطوسي هو شاعر وروائي وناقد، ولد في النجف عام 1946، وأكمل دراسته الابتدائية والمتوسطة فيها، حصل على البكلوريوس في اللغة العربية عام 1969، ولم يستطع الحصول على الماجستير إلا عام 2000 وذلك بسبب موقفه من النظام الدكتاتوري، حيث تعرض للاعتقال وسحب اليد من الوظيفة،  حصل على الدكتوراه عام2006 في النقد الأدبي، نشر بواكيره الشعرية عام 1965، وشارك في الكثير من المهرجانات الشعرية والمؤتمرات الأدبية، وقد حصل على جوائز أدبية: من بينها جائزة الشارقة 2000 في حقل الرواية، وجائزة نادي التراث الإماراتي في حقل القصيدة العمودية، وجائزة الملتقى الثقافي العراقي الأول في حقل النقد الأدبي. شغل موقع رئيس اتحاد الدباء والكتاب في النجف منذ سقوط النظام إلى 2010، وهو رئيس تحرير مجلة بانقيا.

## المؤلفات
من مؤلفاته:
- تأويل النص الروائي في ضوء علم إجتماع النص الأدبي.[2]
- أوراق من ذاكرة بانقيا سيرة مدينة.[3]
- المبنى الحكائي في القصيدة الجاهلية : قراءة الشعر الجاهلي في ضوء المناهج السردية الحديثة.[4]
- رواية الرجل الآتي.[5]
- رواية الأرض الجوفاء.[6]